# Камайка (река)
Кама́йка (бел. Камайка) или Камоя́ (лит. Kamoja) — река в Белоруссии и Литве, правый приток Бирветы.
Длина реки составляет 51 км. Площадь водосборного бассейна — 346 км². Средний уклон — 1,24 м/км. Средний расход воды в устье — 2,08 м³/с.
Камайка начинается на Свенцянских грядах, вытекая из озера Камайское (Большое Камайское) с западной стороны, на расстоянии 1 км к западу от агрогородка Камаи в Поставском районе Белоруссии. В среднем течении несколько раз пересекает белорусско-литовскую границу. В Литве протекает по территории Швенчёнского и Игналинского районов. Впадает в Бирвету около деревни Кекштай, в 1,5 км к югу от Диджясалиса.
Притоки: Лаздауя (левый), Лигума (правый).